# Louis Mexandeau

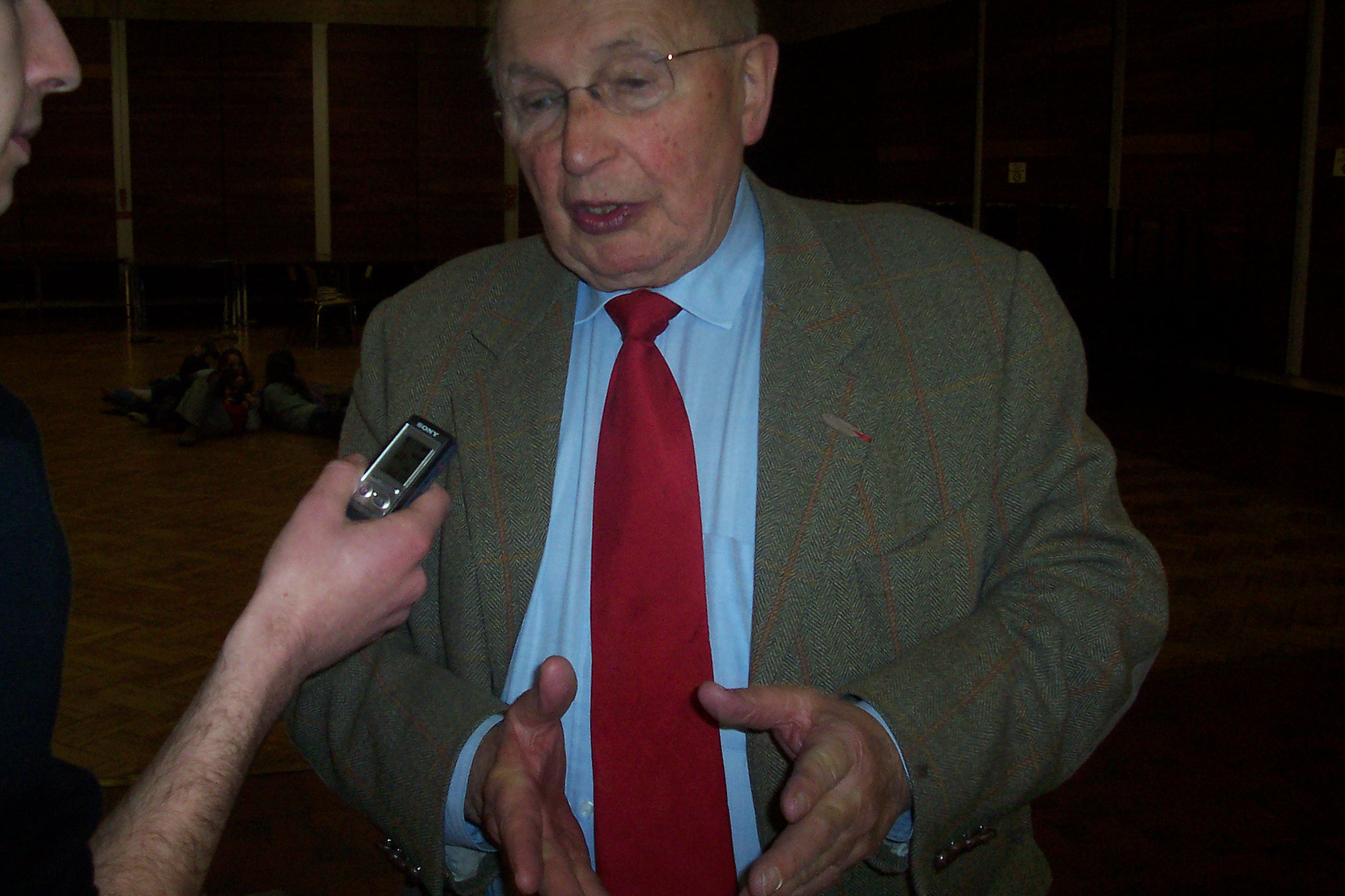
Louis Mexandeau (2008)

Louis Jean Mexandeau (* 6. Juli 1931 in Wanquetin, Département Pas-de-Calais; † 14. August 2023 in Rennaz, Schweiz) war ein französischer Politiker der Parti socialiste (PS), der zwischen 1973 und 2002 mit Unterbrechungen Mitglied der Nationalversammlung sowie mehrere Jahre Minister für Post und Telekommunikation und Staatssekretär für Veteranen und Kriegsopfer war.

## Leben

### Studium und berufliche Laufbahn
Mexandeau, Sohn eines Landwirts, absolvierte nach dem Besuch des Lycée in Arras ein Studium der Geschichtswissenschaft an der Universität Lille, an der Sorbonne der Universität von Paris sowie zuletzt am Institut d’études politiques de Paris, das er mit der Agrégation abschloss und im Anschluss eine Tätigkeit als Lehrer aufnahm.
Während dieser Zeit trat 1952 der Parti communiste français und wurde 1953 auch Mitglied des Nationalbüros der Nationalen Gewerkschaft der Sekundarschullehrer (Syndicat national de l’Enseignement secondaire), dem er bis 1957 angehörte. Zugleich engagierte er sich auch aktiv in der Nationalen Gewerkschaft der Gymnasiallehrer SNES (Syndicat National de l’Enseignement Supérieur). 1956 trat er aus der PCF nach der blutigen Niederschlagung des Volksaufstandes in Ungarn aus. Er engagierte sich in der politischen Linken und gründete 1964 die Vereinigung der Theaterfreunde im Kulturhaus von Caen.
1961 wurde Mexandeau Lehrer für Geschichte und Geografie an einer Sekundarschule und war im Anschluss von 1963 bis 1973 Geschichtslehrer am Lycée Malesherbe in Caen. Zugleich nahm er in dieser Zeit Lehraufträge an der École normale supérieure de jeunes filles (ENSJF) in Sèvres sowie an der École normale supérieure Lettres et sciences humaines (ENS LSH) wahr.

### Erfolglose Kandidatur für die Nationalversammlung 1968
Bei der Präsidentschaftswahl in Frankreich 1965 nahm er als aktiver Unterstützer am Wahlkampf von François Mitterrand teil und war zugleich zwischen 1965 und 1968 auch Animateur der Vereinigung der Theaterfreunde im Kulturhaus von Caen. Zusammen mit seinem Studienfreund Louis Mermaz gründete er 1966 im Département Calvados die dortige Organisation der Convention des institutions républicaines (CIR), eine kleine Linkspartei, die 1964 von Mitterrand gegründet worden war.
Bei den Wahlen vom 23. Juni 1968 kandidierte Mexandeau für die Fédération de la Gauche Démocrate et Socialiste (FDGS) im ersten Wahlkreis des Département Calvados, zog seine weitere Kandidatur nach seinem schlechten Abschneiden im ersten Wahlgang zurück. Im Anschluss fungierte er zwischen 1969 und 1971 als Mitglied des Nationalen Politbüros der CIR sowie als Vorsitzender der FDGS im Département Calvados.
Nach der 1971 erfolgten Fusion der 1969 gegründeten Parti socialiste (PS) mit der Fédération de la Gauche Démocrate et Socialiste (FDGS) sowie der Convention des Institutions Républicaines (CIR) auf dem Parteitag in Épinay-sur-Seine erlebte die PS unter dem dort gewählten Ersten Sekretär der Partei, François Mitterrand, eine Neuorientierung. Mexandeau selbst wurde daraufhin 1971 erster Generalsekretär der PS im Département Calvados und übte diese Funktion bis 1973 aus. Mexandeau gehörte wie andere führende Politiker der PS wie Michel Rocard, Lionel Jospin, Pierre Joxe, Catherine Trautmann, Louis Mermaz, Catherine Lalumière, Alain Bombard, Georgina Dufoix, Nicole Questiaux, Christian Sautter, François Scheer, Georges Filiou und Gaston Defferre dem protestantischen Glauben an.

### Mitglied der Nationalversammlung, Minister und Staatssekretär

#### Erstmalige Wahl 1973 und bildungspolitischer Sprecher der PS
Mexandeau wurde bei den Wahlen vom 11. März 1973 als Kandidat der Parti socialiste im ersten Wahlkreis des Département Calvados erstmals zum Mitglied der Nationalversammlung gewählt. Zugleich wurde er am 30. September 1973 zum Mitglied des Generalrates des Département Calvados gewählt und vertrat in diesem bis 1984 den Kanton Caen-2. Darüber hinaus wurde er im November 1973 Mitglied des Regionalrates der Region Basse-Normandie.
Im Februar 1975 wurde er Nationaler Delegierter der PS und war in dieser Funktion bis 1976 Sprecher der Partei für die nationale Bildung zuständig und bereitete 1976 ein Bildungsprojekt der Partei, das zu massiver Kritik durch private Bildungseinrichtungen führte.
Am 13. März 1977 kandidierte er ohne Erfolg für die Wahl zum Bürgermeister von Caen.

#### Wiederwahlen 1978 und 1981
Bei den darauf folgenden Wahlen vom 19. März 1978 wurde er ersten Wahlkreis des Département Calvados wiedergewählt. Zugleich wurde er am 25. März 1979 im Kanton Caen-2 wieder zum Mitglied des Generalrates dieses Departements wiedergewählt und kurz darauf am 8. April 1979 auch Mitglied des Vorstands der PS. Ferner wurde er im Oktober 1979 erneut Nationaler Delegierter der PS und als solcher wieder Sprecher seiner Partei für Bildungspolitik. Ferner erfolgte im November 1979 seine Wahl zum Mitglied des Zentralkomitees der Ligue Internationale Contre le Racisme et l’Antisémitisme (LICRA), eine 1927 in Frankreich gegründete internationale Nichtregierungsorganisation, die sich dem Kampf gegen Rassismus und Antisemitismus verschrieben hat.
Bei den Wahlen vom 21. Juni 1981 wurde er im ersten Wahlkreis des Département Calvados mit 59,6 Prozent der abgegebenen Stimmen als Abgeordneter der Nationalversammlung wiedergewählt.

#### Minister für Post und Telekommunikation 1981 bis 1986
Nachdem Mexandeau bereits am 22. Mai 1981 als Minister für Post und Telekommunikation (Ministre des P.T.T.) von Premierminister Pierre Mauroy in dessen erstes Kabinett sowie am 23. Juni 1981 auch in dessen zweites Kabinett berufen wurde, legte er am 24. Juli 1981 sein Abgeordnetenmandat nieder. Zugleich wurde er im März 1983 wieder zum Mitglied des Generalrates des Département Caen wiedergewählt, wobei er nunmehr den Kanton Caen-3 vertrat.
Als PTT-Minister legte er 1982 den sogenannten Plan câble vor, der vorsah, dass bis 1992 sechs Millionen Haushalte mit Kabelfernsehen versorgt sein sollten. Gleichzeitig gehörte er zu den Unterstützern des 1982 gegründeten Satellitenbetreibers Eutelsat, der aus seiner Sicht notwendig war, um die linguistische und kulturelle Eigenständigkeit Frankreichs gegen „Coca-Cola-Satelliten“ der Compagnie Luxembourgeoise de Télédiffusion (CLT) zu behaupten. Zugleich arbeitete er zusammen mit dem damaligen Minister für Industrie und Forschung, Jean-Pierre Chevènement an der Förderung der Telematik.
Am 6. März 1983 wurde er zum Mitglied des Gemeinderates von Caen gewählt. Bei der gleichzeitig stattgefundenen Wahl zum Bürgermeister erlitt er erneut eine Niederlage und unterlag abermals Jean-Marie Girault von der Union pour la démocratie française (UDF), der seit 1970 Bürgermeister von Caen sowie seit 1971 Mitglied des Senats war.
Bei der Umbildung der Regierung Mauroy am 24. März 1983 verlor Mexandeau seinen Status als eigenständiger Minister und fungierte stattdessen bis zum 17. Juli 1984 als Beigeordneter Minister für Post und Telekommunikation beim Minister für Industrie und Forschung (Ministre délégué auprès du ministre de l’industrie et de la recherche, chargé des P.T.T.). Im darauf folgenden Kabinett von Premierminister Laurent Fabius übernahm er zunächst am 23. Juli 1984 die Funktion als Beigeordneter Minister für Post und Telekommunikation im Ministerium für industrielle Weiterentwicklung und Außenhandel (Ministre délégué auprès du ministre du redéploiement industriel et du commerce extérieur, chargé des P.T.T.), so dass er der Ministerin für industrielle Weiterentwicklung und Außenhandel, Édith Cresson, unterstand.
Bei einer Regierungsumbildung am 15. November 1985 wurde er dann durch ein Dekret wieder zum Minister für Post und Telekommunikation erhoben und bekleidete dieses Ministeramt bis zum Ende der Amtszeit der Regierung Fabius am 21. März 1986.
Gleichzeitig wurde er am 17. März 1985 erneut zum Mitglied des Generalrates des Département Calvados gewählt und vertrat nunmehr bis 1988 die Interessen des Kanton Caen-4.

#### Wiederwahlen 1986 und 1988
Bei den Wahlen vom 16. März 1986 wurde Mexandeau im Département Calvados für die Parti socialiste wieder zum Mitglied der Nationalversammlung gewählt. Gleichzeitig wurde er am 16. März 1986 als Spitzenkandidat der PS im Département Calvados auch wieder zum Mitglied des Regionalrates von Basse-Normandie gewählt.
Während dieser achten Legislaturperiode war er vom 4. April 1986 bis zum 14. Mai 1988 Mitglied des Ausschusses für Produktion und Warenaustausch (Commission de la production et des échanges). Zugleich war er vom 30. April 1986 bis zum 14. Mai 1988 stellvertretendes Mitglied des Parlamentsbüros für die Bewertung von wissenschaftlichen und technologischen Maßnahmen. Darüber hinaus fungierte er zwischen dem 11. Juni 1987 und dem 10. Dezember 1987 als Vizepräsident eines Sonderausschusses zur Untersuchung eines Verfahrens gegen Christian Nucci vor dem aus Parlamentsmitgliedern und anderen Personen bestehenden Obersten Justizgericht (Haute cour de justice). Nucci wurde vorgeworfen als Beigeordneter Minister für Zusammenarbeit und Entwicklung im Außenministerium zusammen mit seinem Kabinettschef Yves Chalier in die sogenannte Carrefour-Affäre verwickelt zu sein.
Im Mai 1987 wurde Mexandeau stellvertretender Nationalsekretär der PS und war als solcher zuständig für die Feierlichkeiten zum 200. Jahrestag der Französischen Revolution.
Am 5. Juni 1988 wurde Mexandeau erneut zum Mitglied der Nationalversammlung gewählt. Nach seinem Wiedereinzug in das Palais Bourbon wurde er am 23. Juni 1988 Mitglied des Ausschusses für Finanzen, allgemeine Wirtschaft und Planung (Commission des finances, de l’économie générale et du Plan) und gehörte diesem bis zum 17. Juni 1991 an. Während dieser Zeit war er zwischen dem 7. Juli 1988 und dem 22. Mai 1991 auch Sonderberichterstatter dieses Ausschusses sowie ferner vom 12. Oktober 1988 bis zum 17. Juni 1991 auch Mitglied des Parlamentsbüros für die Bewertung von wissenschaftlichen und technologischen Maßnahmen.
Daneben wurde er im Juli 1988 auch Nationalsekretär der PS für Bildung sowie auch Mitglied des Exekutivbüros der Partei. Ferner übernahm er 1990 die Funktion als Präsident der Kommission für die Geschichte der PS.

#### Staatssekretär für Veteranen 1991 bis 1993 und Wiederwahlen 1993 und 1997
Nachdem Mexandeau am 18. Mai 1991 zum Staatssekretär für Veteranen (Secrétaire d’Etat aux anciens combattants) in die Regierung von Premierministerin Édith Cresson berufen worden war, legte er 17. Juni 1991 sein Abgeordnetenmandat nieder, das daraufhin von Dominique Robert übernommen wurde. Das Amt des Staatssekretärs übte er bis zum 2. April 1992 aus. In der im Anschluss am 5. April 1992 gebildeten Regierung von Premierminister Pierre Bérégovoy wurde er zum Staatssekretär für Veteranen und Kriegsopfer (Secrétaire d’Etat aux anciens combattants et victimes de guerre) ernannt und übte das Amt bis zum 29. März 1993 aus.
Während seiner Amtszeit wurde von Serge Klarsfeld kritisiert, dass das für Veteranen zuständige Staatssekretariat nicht auch seine Archive über die Kollaboration der Vichy-Regierung beim Holocaust öffentlich machte, sondern vielmehr das Vorhandensein von Akten und Unterlagen, die sogenannten Fichier juif, verschweigen würde.
Am 22. März 1992 wurde er als Mitglied des Regionalrates von Basse-Normandie wiedergewählt. Bei den Wahlen vom 28. März 1993 wurde Mexandeau für die PS im Département erneut zum Mitglied der Nationalversammlung sowie bei den Wahlen vom 1. Juni 1997 wiedergewählt. Er gehörte der Nationalversammlung bis Ende der elften Legislaturperiode am 18. Juni 2002 an und war zwischen dem 8. April 1993 und dem 18. Juni 2002 wieder als Mitglied des Ausschusses für Finanzen, allgemeine Wirtschaft und Planung an.
Zwischenzeitlich hatte er 1995 wieder für das Amt des Bürgermeisters von Caen kandidiert, wobei er im zweiten Wahlgang mit 48,37 Prozent knapp gegen Jean-Marie Girault unterlag, auf den 51,63 Prozent der Wählerstimmen entfielen. Auch seine erneute Kandidatur bei den Bürgermeisterwahlen in Caen 2001 waren erfolglos. Diesmal unterlag er im zweiten Wahlgang mit 42,08 Prozent deutlich gegen die neue Kandidatin des Rassemblement pour la République (RPR), Brigitte Le Brethon, die 57,92 Prozent der Wählerstimmen errang.

## Veröffentlichungen
- Rapport sur l'évolution de l'industrie des semi-conducteurs, 1989
- Nous, nous ne verrons pas la fin: Un enfant dans la guerre (1939–1945), 2003, ISBN 2-7491-0113-1
- Histoire du Parti socialiste: 1905–2005, 2005, ISBN 2-84734-205-2
- François Mitterrand, le militant: trente années de complicité, 2006
- Tests express / Histoire de France, 2011, ISBN 2-266-22078-0 (Onlineversion in Google Books)

in deutscher Sprache
- Die Kapetinger. Die großen Dynastien Europas, Band 13, 1969

## Hintergrundliteratur
- Christophe Barbier: Les derniers jours de François Mitterrand, 2011, ISBN 2-246-51339-1